# Saison 2019 de l'équipe cycliste masculine Mitchelton-Scott
La saison 2019 de l'équipe cycliste masculine Mitchelton-Scott est la huitième de cette équipe.

## Préparation de la saison 2019

### Sponsors et financement de l'équipe
La société viticole Mitchelton est le sponsor principal de l'équipe depuis 2018. Elle appartient à Gerry Ryan (en), propriétaire et fondateur de l'équipe, et ancien président de Cycling Australia (en). Le deuxième sponsor-titre est Scott, son fournisseur de cycles. L'équipe féminine porte également ce nom.

### Arrivées et départs
L'intersaison de Mitchelton-Scott est marquée par le départ du sprinter Caleb Ewan. Déçu de n'avoir pas participé au Tour de France, il rejoint l'équipe belge Lotto-Soudal et emmène avec lui Roger Kluge. Le Tchèque Roman Kreuziger part chez Dimension Data, l'Espagnol Carlos Verona chez Movistar, l'Australien Robert Power chez Sunweb. Le Canadien Svein Tuft, l'un des coureurs les plus âgés du peloton et présent dans l'équipe depuis sa création en 2012, rejoint Rally-UHC. Enfin, si Mathew Hayman figure bien dans l'effectif de l'équipe en début de saison, il met fin à sa carrière dès le mois de janvier, à l'issue du Tour Down Under.
Mitchelton-Scott recrute principalement des jeunes coureurs pour compenser ces départs. Deux d'entre eux font leurs débuts professionnels en 2019 : l'Italien Edoardo Affini, spécialiste du contre-la-montre et issu de l'équipe SEG Racing, et l'Australien Callum Scotson, issu de l'équipe continentale formatrice Mitchelton-BikeExchange et champion du monde de poursuite par équipes en 2016. L'Australien Nick Schultz arrive de l'équipe espagnole Caja Rural-Seguros RGA, et le Néo-Zélandais Dion Smith de l'équipe belge Wanty-Groupe Gobert. Deux coureurs engagés sont issus d'équipes du World Tour : l'Éthiopien Tsgabu Grmay (Trek-Segafredo) et l'Américain Brent Bookwalter (BMC), qui à 34 ans est le plus expérimentés des coureurs recrutés.
| Arrivées         | Équipe 2018             |
| ---------------- | ----------------------- |
| Edoardo Affini   | SEG Racing              |
| Brent Bookwalter | BMC Racing              |
| Tsgabu Grmay     | Trek-Segafredo          |
| Nick Schultz     | Caja Rural-Seguros RGA  |
| Callum Scotson   | Mitchelton-BikeExchange |
| Dion Smith       | Wanty-Groupe Gobert     |

| Départs         | Équipe 2019    |
| --------------- | -------------- |
| Caleb Ewan      | Lotto-Soudal   |
| Roger Kluge     | Lotto-Soudal   |
| Roman Kreuziger | Dimension Data |
| Robert Power    | Sunweb         |
| Svein Tuft      | Rally-UHC      |
| Carlos Verona   | Movistar       |

## Coureurs et encadrement technique

### Effectif
| Cycliste                | Date de naissance | Nationalité      | Équipe 2018             |  |
| ----------------------- | ----------------- | ---------------- | ----------------------- |  |
| Edoardo Affini          | 24 juin 1996      | Italie           | SEG Racing              |  |
| Michael Albasini        | 20 décembre 1980  | Suisse           | Mitchelton-Scott        |  |
| Jack Bauer              | 7 avril 1985      | Nouvelle-Zélande | Mitchelton-Scott        |  |
| Sam Bewley              | 22 juillet 1987   | Nouvelle-Zélande | Mitchelton-Scott        |  |
| Brent Bookwalter        | 16 février 1984   | États-Unis       | BMC Racing              |  |
| Esteban Chaves          | 17 janvier 1990   | Colombie         | Mitchelton-Scott        |  |
| Luke Durbridge          | 9 avril 1991      | Australie        | Mitchelton-Scott        |  |
| Alexander Edmondson     | 22 décembre 1993  | Australie        | Mitchelton-Scott        |  |
| Tsgabu Grmay            | 25 août 1991      | Éthiopie         | Trek-Segafredo          |  |
| Jack Haig               | 6 septembre 1993  | Australie        | Mitchelton-Scott        |  |
| Lucas Hamilton          | 12 février 1996   | Australie        | Mitchelton-Scott        |  |
| Mathew Hayman           | 20 avril 1978     | Australie        | Mitchelton-Scott        |  |
| Michael Hepburn         | 17 août 1991      | Australie        | Mitchelton-Scott        |  |
| Damien Howson           | 13 août 1992      | Australie        | Mitchelton-Scott        |  |
| Daryl Impey             | 6 décembre 1984   | Afrique du Sud   | Mitchelton-Scott        |  |
| Christopher Juul Jensen | 6 juillet 1989    | Danemark         | Mitchelton-Scott        |  |
| Cameron Meyer           | 11 janvier 1988   | Australie        | Mitchelton-Scott        |  |
| Luka Mezgec             | 27 juin 1988      | Slovénie         | Mitchelton-Scott        |  |
| Mikel Nieve             | 26 mai 1984       | Espagne          | Mitchelton-Scott        |  |
| Nick Schultz            | 13 septembre 1994 | Australie        | Caja Rural-Seguros RGA  |  |
| Callum Scotson          | 10 août 1996      | Australie        | Mitchelton-BikeExchange |  |
| Dion Smith              | 3 mars 1993       | Nouvelle-Zélande | Wanty-Groupe Gobert     |  |
| Robert Stannard         | 16 septembre 1998 | Australie        | Mitchelton-Scott        |  |
| Matteo Trentin          | 2 août 1989       | Italie           | Mitchelton-Scott        |  |
| Adam Yates              | 7 août 1992       | Royaume-Uni      | Mitchelton-Scott        |  |
| Simon Yates             | 7 août 1992       | Royaume-Uni      | Mitchelton-Scott        |  |
| Stagiaire               | Date de naissance | Nationalité      | Équipe 2019             |  |
| James Fouché            | 28 mars 1998      | Nouvelle-Zélande | Team Wiggins Le Col     |  |
| Kaden Groves            | 23 décembre 1998  | Australie        | SEG Racing Academy      |  |
| Barnabás Peák           | 29 novembre 1998  | Hongrie          | SEG Racing Academy      |  |

### Encadrement
Shayne Bannan est le manager général de GreenEDGE Cycling, qui gère les équipes masculine et féminine Mitchelton-Scott. Bannan a auparavant occupé des postes de direction au sein de Cycling Australia (en) et de l'Australian Institute of Sport.
Matthew White est manager de l'équipe masculine. L'encadrement de l'équipe comprend six directeurs sportifs : Vittorio Algeri et Laurenzo Lapage, présents depuis le lancement de l'équipe, Gene Bates, Julian Dean, David McPartland, et Matthew Wilson.

## Bilan de la saison

### Victoires
| Date       | Course                                                            | Pays           | Classe | Vainqueur        |
| ---------- | ----------------------------------------------------------------- | -------------- | ------ | ---------------- |
| 8/01/2019  | Championnat d'Australie contre-la-montre                          | Australie      | CN     | Luke Durbridge   |
| 18/01/2019 | 4e étape du Tour Down Under                                       | Australie      | 2.UWT  | Daryl Impey      |
| 20/01/2019 | Classement général du Tour Down Under                             | Australie      | 2.UWT  | Daryl Impey      |
| 2/02/2019. | 4e étape du Herald Sun Tour                                       | Australie      | 2.1    | Nick Schultz     |
| 7/02/2019  | 2e étape du Tour de la Communauté valencienne                     | Espagne        | 2.1    | Matteo Trentin   |
| 8/02/2019  | Championnat d'Afrique du Sud contre-la-montre                     | Afrique du Sud | CN     | Daryl Impey      |
| 9/02/2019  | 4e étape du Tour de la Communauté valencienne                     | Espagne        | 2.1    | Adam Yates       |
| 10/02/2019 | Championnat d'Afrique du Sud sur route                            | Afrique du Sud | CN     | Daryl Impey      |
| 21/02/2019 | 2e étape du Tour d'Andalousie                                     | Espagne        | 2.HC   | Matteo Trentin   |
| 23/02/2019 | 4e étape du Tour d'Andalousie                                     | Espagne        | 2.HC   | Simon Yates      |
| 24/02/2019 | 5e étape du Tour d'Andalousie                                     | Espagne        | 2.HC   | Matteo Trentin   |
| 13/03/2019 | 1re étape de Tirreno-Adriatico                                    | Italie         | 2.UWT  | Michelton-Scott  |
| 14/03/2019 | 5e étape de Paris-Nice                                            | France         | 2.UWT  | Simon Yates      |
| 27/03/2019 | 3e étape du Tour de Catalogne                                     | Espagne        | 2.UWT  | Adam Yates       |
| 27/03/2019 | 1re étape secteur b de la Semaine internationale Coppi et Bartali | Italie         | 2.1    | Mitchelton-Scott |
| 31/03/2019 | Classement général de la Semaine internationale Coppi et Bartali  | Italie         | 2.1    | Lucas Hamilton   |
| 13/04/2019 | 6e étape du Tour du Pays basque                                   | Espagne        | 2.UWT  | Adam Yates       |
| 31/05/2019 | 19e étape du Tour d'Italie                                        | Italie         | 2.UWT  | Esteban Chaves   |
| 31/05/2019 | 4e étape du Tour de Norvège                                       | Norvège        | 2.HC   | Edoardo Affini   |
| 09/06/2019 | 3e étape des Hammer Series Limburg                                | Pays-Bas       | 2.1    | Mitchelton-Scott |
| 20/06/2019 | 2e étape du Tour de Slovénie                                      | Slovénie       | 2.HC   | Luka Mezgec      |
| 27/06/2019 | Championnat d'Éthipie du contre-la-montre                         | Éthiopie       | NC     | Tsgabu Grmay     |
| 14/07/2019 | 9e étape du Tour de France                                        | France         | 2.UWT  | Daryl Impey      |
| 18/07/2019 | 12e étape du Tour de France                                       | France         | 2.UWT  | Simon Yates      |
| 21/07/2019 | 15e étape du Tour de France                                       | France         | 2.UWT  | Simon Yates      |
| 24/07/2019 | 17e étape du Tour de France                                       | France         | 2.UWT  | Matteo Trentin   |
| 04/08/2019 | 2e étape du Tour de Pologne                                       | Pologne        | 2.UWT  | Luka Mezgec      |
| 07/08/2019 | 5e étape du Tour de Pologne                                       | Pologne        | 2.UWT  | Luka Mezgec      |
| 15/08/2019 | 1re étape du Czech Cycling Tour                                   | Tchéquie       | 2.1    | Mitchelton-Scott |
| 18/08/2019 | 4e étape du Czech Cycling Tour                                    | Tchéquie       | 2.1    | Lucas Hamilton   |
| 18/08/2019 | Classement général du Czech Cycling Tour                          | Tchéquie       | 2.1    | Daryl Impey      |
| 08/09/2019 | 2e étape du Tour de Grande-Bretagne                               | Royaume-Uni    | 2.HC   | Edoardo Affini   |
| 12/09/2019 | 2e étape du Tour de Grande-Bretagne                               | Royaume-Uni    | 2.HC   | Matteo Trentin   |
| 05/10/2019 | 5e étape du Tour de Croatie                                       | Croatie        | 2.1    | Adam Yates       |
| 06/10/2019 | Classement général du Tour de Croatie                             | Croatie        | 2.1    | Adam Yates       |

### Résultats sur les courses majeures
Les tableaux suivants représentent les résultats de l'équipe dans les principales courses du calendrier international (les cinq classiques majeures et les trois grands tours). Pour chaque épreuve est indiqué le meilleur coureur de l'équipe, son classement ainsi que les accessits obtenus par Mitchelton-Scott sur les courses de trois semaines.

#### Classiques
| Classique            | Milan-San Remo       | Tour des Flandres    | Paris-Roubaix        | Liège-Bastogne-Liège | Tour de Lombardie |
| -------------------- | -------------------- | -------------------- | -------------------- | -------------------- | ----------------- |
| Coureur (classement) | Matteo Trentin (10e) | Matteo Trentin (21e) | Matteo Trentin (43e) | Adam Yates (4e)      | Jack Haig (6e)    |

#### Grands tours
| Grand tour           | Tour d'Italie                       | Tour de France                                                      | Tour d'Espagne    |
| -------------------- | ----------------------------------- | ------------------------------------------------------------------- | ----------------- |
| Coureur (classement) | Simon Yates (8e)                    | Adam Yates (29e)                                                    | Mikel Nieve (10e) |
| Accessits            | 1 victoire d'étape (Esteban Chaves) | 4 victoires d'étapes (Daryl Impey, Simon Yates (2), Matteo Trentin) |                   |